# Partia Unionistyczna
Partia Unionistyczna (chorw. Unionistička stranka) – partia polityczna funkcjonująca w Chorwacji w latach 1841–1849 (pod nazwą Partia Chorwacko-Węgierska, chorw. Horvatsko-vugerska stranka) oraz ponownie od 1860 (jej upadek nastąpił po 1872). Dążyła do zacieśnienia związków pomiędzy Chorwacją a Królestwem Węgier. Jej działaczy i zwolenników przeciwnicy nazywali powszechnie Madziaronami (chorw. Mađaroni).

## Historia
Partię Chorwacko-Węgierską powołali do życia w 1841 przedstawiciele szlachty chorwackiej, w reakcji na organizowanie się ruchu iliryjskiego (którego przedstawiciele powołali Partię Narodową. Głównymi postaciami partii byli Levin Rauch i Aleksander Drašković. Pozostawali w sojuszu z liberalną szlachtą węgierską. Ich celem było umocnienie związku Chorwacji z Królestwem Węgier – ilirystów oskarżali o panslawizm, aby zdyskredytować ich w oczach władz centralnych.
W 1843 doszło do zaognienia sytuacji politycznej po tym, jak sejm węgierski postanowił wprowadzić język węgierski jako urzędowy i wykładowy w Chorwacji. W 1845 doszło do zamieszek, a wpływy Partii Chorwacko-Węgierskiej spadły. Wybuch Wiosny Ludów doprowadził do zawieszenia działalności partii politycznych w 1849.
Odrodzenie ruchu politycznego w Austrii po upadku rządów neoabsolutystycznych Bacha nastąpiło w 1860. Wówczas odrodziła się też partia madziaronów – na czele ugrupowania, któremu nadano nazwę Partii Unionistycznej, stanął Levin Rauch. Trzon ugrupowania stanowiła szlachta, przede wszystkim arystokraci ze Slawonii, optujący właściwie bez zastrzeżeń za jak najbliższym związkiem z Węgrami (unią realną). Faktycznym celem arystokratów było zachowanie swych przywilejów stanowych. Mimo niewielkiej liczebności partia ta miała duże wpływy dzięki szerokiej bazie materialnej. 
W lutym 1867 powołany został osobny rząd węgierski, a w grudniu zawarto ostatecznie ugodę austriacko-węgierską, która umieszczała Chorwatów praktycznie w ramach Węgier. Sytuacja ta była korzystna dla unionistów; Rauch został powołany na stanowisko bana Chorwacji, doprowadzili do zmiany ordynacji wyborczej do sejmu chorwackiego (saboru), dzięki czemu odnieśli zdecydowane zwycięstwo w wyborach (pomógł im też terror zaprowadzony przez bana Raucha). Zdominowany przez nich sabor zatwierdził niekorzystną dla Chorwatów ugodę węgiersko-chorwacką w 1868.
Od tego momentu znaczenie unionistów malało. W 1871 działaczom Partii Narodowej udało się doprowadzić do dymisji Raucha z funkcji bana, unioniści odnieśli też porażkę w wyborach do saboru. Znaczenie unionistów upadło ostatecznie w latach 1872–1873 podczas negocjacji z Węgrami na temat rewizji umowy z 1868, podczas których Węgrzy poszli jedynie na niewielkie ustępstwa. Część członków Partii Unionistycznej przyłączyła się do Partii Narodowej, która przeszła na pozycje prowęgierskie.